# Cythereis navicula
Cythereis navicula är en kräftdjursart som först beskrevs av Norman. Enligt Catalogue of Life ingår Cythereis navicula i släktet Cythereis och familjen Trachyleberididae, men enligt Dyntaxa är tillhörigheten istället släktet Cythereis och familjen Hemicytheridae. Arten har ej påträffats i Sverige. Inga underarter finns listade i Catalogue of Life.